# Kazumi Watanabe
Kazumi Watanabe (渡辺香津美 en japonés) (Tokio, Japón, 14 de octubre de 1953) es un guitarrista de jazz y jazz fusión.
Kazumi fue discípulo de Sadanori Nakamure, uno de los grandes maestros japoneses de la guitarra. Editó su primer disco en 1971, convirtiéndose en una de las promesas del jazz japonés. In 1979, formó una banda de jazz fusión con algunos de los músicos de sesión más reputados del país, grabando el álbum Kylyn, que está considerado como una de las obras maestras de la fusión japonesa.
Durante la década de 1980, Kazumi realizó un gran número de grabaciones de jazz rock. To Chi Ka (1980), con influencias funks, es probablemente el más famoso de sus primeros discos. Algunos álbumes posteriores, como Mobo Club (1983) y Mobo Splash (1985) escogieron tendencias más experimentales. Sin embargo, el más conocido de sus discos, es Spice of Life (1987). En el DVD editado sobre la gira de presentación de dicho disco, toca con el batería Bill Bruford y el bajista Jeff Berlin (que toca también en el disco de estudio). En los años 1990, organizó una banda con músicos japoneses, llamada "Resonance Vox", con Vagabonde Suzuki al bajo, Rikiya Higahihara en la batería y Tomohiro Yahiro en la percusiones. 
Watanabe ha trabajado con músicos como Jaco Pastorius, Steve Gadd, Tony Levin, Jeff Berlin, Bill Bruford, Sly and Robbie, Wayne Shorter, Patrick Moraz, Marcus Miller, Richard Bona, y Peter Erskine. Desde 1996, da clases en el Senzoku Gakuen College. 

## Discografía
Kazumi Watanabe ha publicado alrededor de 30 álbumes, tanto en vivo como en estudio.
- Infinite (1971)
- Monday Blues
- Endless Way (1974)
- Milky Shade (1976)
- Olive's Step (1977)
- Mermaid Boulevard (1978)
- Lonesome Cat (1978)  Denon Records
- Tokyo Joe (1978)
- Village in Bubbles
- Kylyn (1979)
- Kylyn Live (1979)
- To Chi Ka (1980)
- Talk You All Tight (1981)
- Dogatana (1981)
- Ganesia
- Mobo, Vol. 1 (1982)
- Mobo, Vol. 2 (1983)
- Mobo Club (1983)
- Mobo Splash (1985)
- The Spice of Life (1987)
- The Spice of Life Too (1988)
- Kilowatt (1989)
- Romanesque (1990)
- Pandora (1991)
- O.X.O
- Resonance Vox
- Jigo-Jtoku
- Oyatsu (1994)
- Oyatsu 2 (1995)
- Espirit (1996)
- Dandyism (1998)
- Dear Tokyo (2001)
- One for All (1999)
- Beyond the Infinite (2001)
- Guitar Renaissance (2003)
- Mo' Bop (2003)
- Mo' Bop II (2004)
- Guitar Renaissance 2 (2005)
- Guitar Renaissance 3 (2006)
- Mo' Bop III (2006)